# Vialsandbi
Vialsandbi (Andrena lathyri) är en art i insektsordningen steklar som tillhör överfamiljen bin och familjen grävbin.

## Beskrivning
Honan har vit ansiktsbehåring. Antennerna är mörkbruna hos båda könen. Mellankroppen har gulbrun päls, som ljusnar på sidorna, och orange bakskenben, som hos honan är täckta av blekbrun päls. Bakkroppen är svart med smala, vita ränder på bakkanterna av tergiterna två till fyra hos honan, två till fem hos hanen. Den sista tergiten har en liknande ändrand, men denna är ljusorange. Honan har en längd av 13 till 14 mm, hanen 10 till 12 mm.

## Ekologi
Som många sandbin är denna art oligolektisk, det vill säga en födospecialist; den flyger på ärtväxter, i synnerhet släktena vickrar och vialer, mera sällan på klöversläktet. Endast undantagsvis kan den besöka andra familjer, som korgblommiga växter, korsblommiga växter, strävbladiga växter, kransblommiga växter och videväxter.
Habitatet utgörs av gräsmarker som betade ängar, vägrenar, öppna lövskogar, skogsbryn och -gläntor, där arten kan gå upp till 2 000 meters höjd. Vialsandbiet har en generation per år, och flyger under maj och juni. Det parasiteras av gökbiet vialgökbi vars hona lägger ägg i vialsandbiets bo, ett ägg per larvcell. Den resulterande larven dödar sedan värdägget eller den nykläckta värdlarven, och lever därefter på den insamlade näringen.

## Utbredning
Arten finns från Sydeuropa norrut till mellersta Sverige och södra Finland, österut till Turkiet och genom Ryssland till Chabarovsk och Primorje kraj i Sibirien.
I Sverige finns arten från Skåne till norrlandsgränsen. Den är klassificerad som livskraftig (LC) och är allmän med undantag för Öland, där den är mindre vanlig, och Gotland, där den bara har påträffats en gång, från början av 1900-talet.
I Finland är arten rödlistad som starkt hotad (EN), och finns bara längst i sydväst på fastlandet, i Nyland och Egentliga Finland.
Den förekommer även i Norge, där den, i och för sig långsamt, minskar och är rödlistad som nära hotad ("NT").